# Samsung Galaxy S5 Active
Samsung Galaxy S5 Active – smartfon z serii Galaxy produkowany przez koreańską firmę Samsung. Jeden z wariantów Galaxy S5.

## Specyfikacja techniczna
Samsung Galaxy S5 Active został wyposażony w procesor Qualcomm Snapdragon 801 8974AC jest to czterordzeniowy procesor o taktowaniu 2,5 GHz na rdzeń. Urządzenie posiada 2 GB RAM oraz 16 GB pamięci wewnętrznej.

### Wyświetlacz
S5 Active posiada wyświetlacz stworzony w technologii Super AMOLED o przekątnej 5,1 cala o rozdzielczości 1080 × 1920 pikseli, co daje zagęszczenie 432 pikseli na jeden cal wyświetlacza.

### Aparat fotograficzny
Aparat znajdujący się na tyle telefonu ma 16 Mpx, zaś przednia kamera ma rozdzielczość 2 Mpx.

### Akumulator
Akumulator litowo-jonowy ma pojemność 2800 mAh.

## Design
Telefon charakteryzuje się wodo i pyłoszczelną obudowę.

## Software
S5 Active jest seryjnie wyposażona w system Android 4.4.2 Kitkat.